# Kem hạt hồ trăn

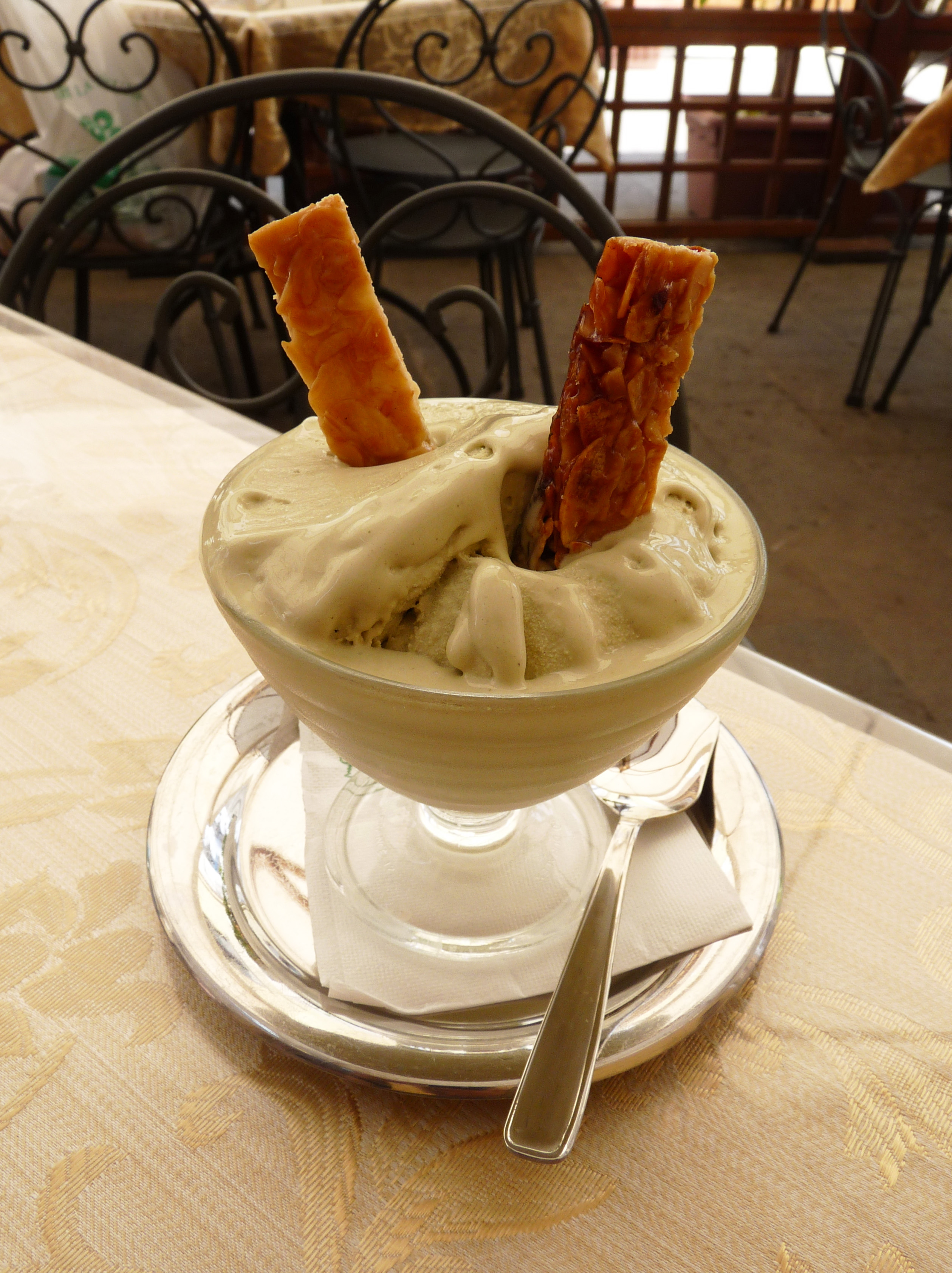
Kem hạt hồ trăn từ Lipari ở Quần đảo Aeilian của Sicily

Kem hạt hồ trăn là một hương vị kem được làm bằng hạt hồ trăn hoặc hương liệu của loại hạt này. Nó thường có màu xanh lá cây đặc biệt. Hạt hồ trăn cũng là một hương vị của sorbet và gelato. Kem hạt hồ trăn là một lớp trong loại kem spumoni.
Tại Bakdash ở Damascus, Syria, một cây kem giã nhỏ phủ quả hồ trăn được gọi là Booza. Nó có kết cấu đàn hồi làm từ nhũ hương và sahlab nổi tiếng khắp Thế giới Ả Rập. Quận Al Mina của Tripoli được biết đến với món kem Ả Rập bao gồm "ashta" với quả hồ trăn.
Nó được sản xuất rộng rãi bao gồm bởi Brigham's Ice Cream, Ben & Jerry's, Graeter's và các thương hiệu lớn khác.

## Ảnh

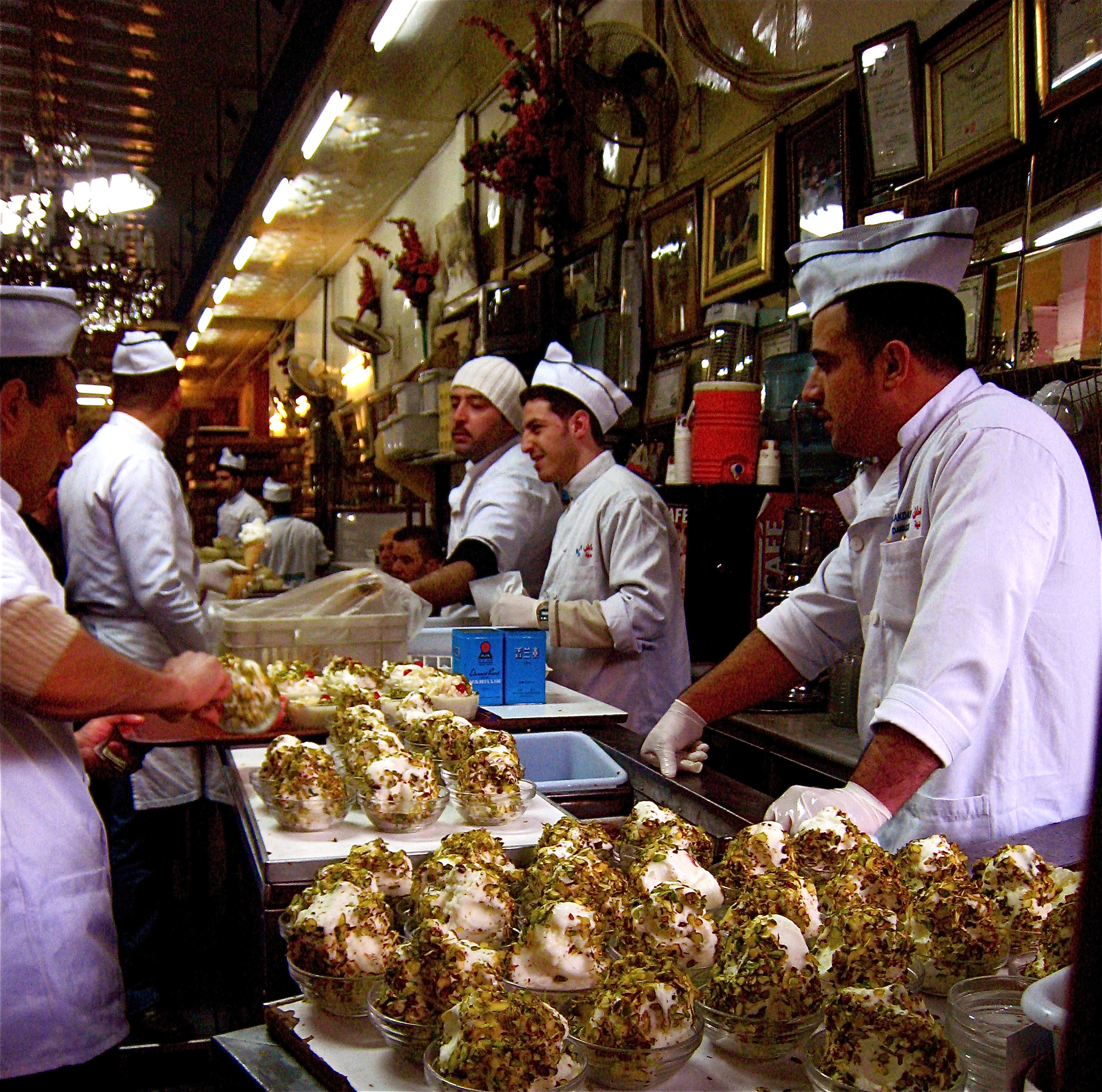
Bakdash (tiệm kem) trong chợ cũ ở Damascus, Syria
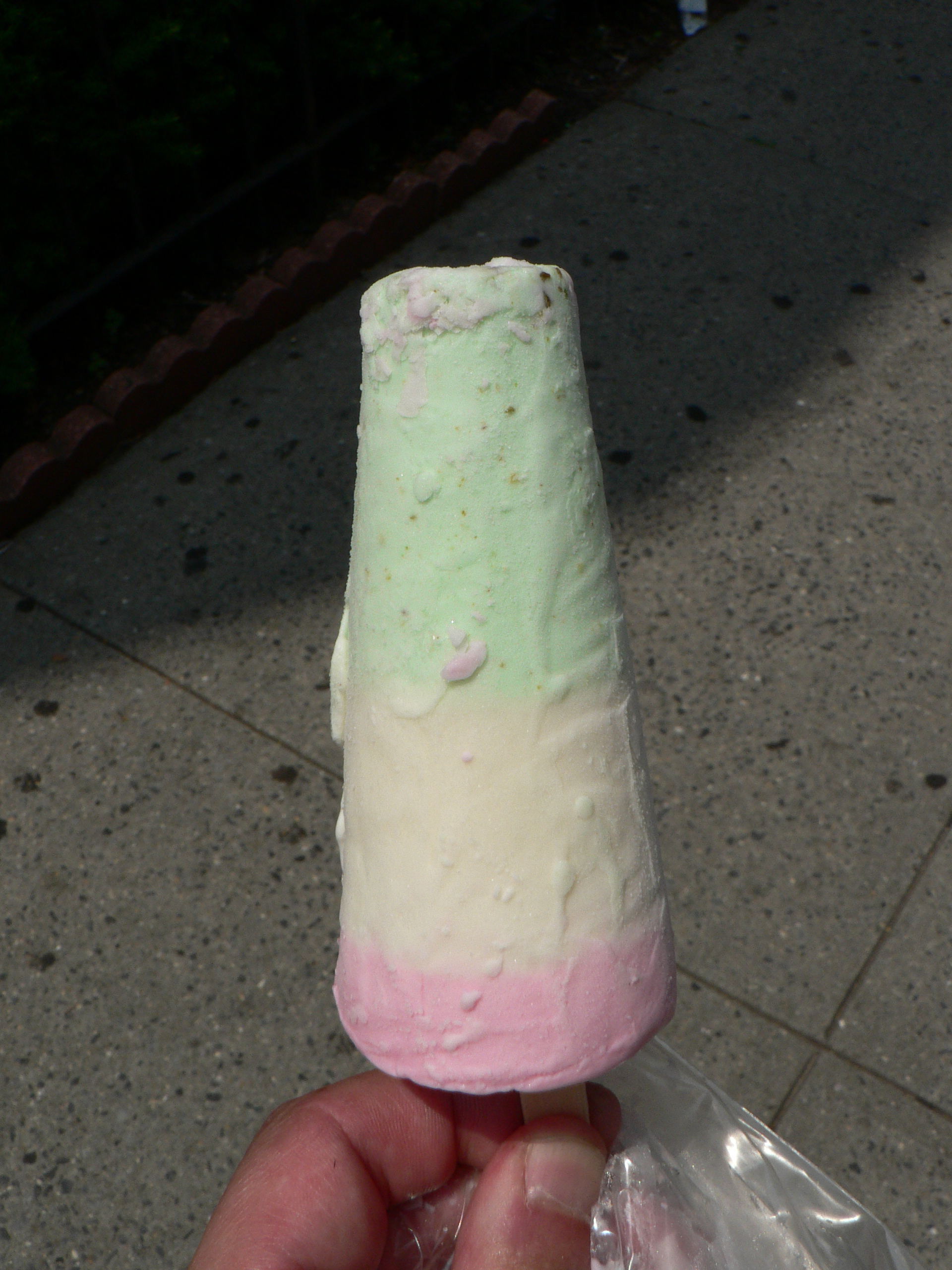
Pistachio, vani và nước hoa hồng kulfi từ một người bán hàng ở Jackson Heights, Queens ở thành phố New York
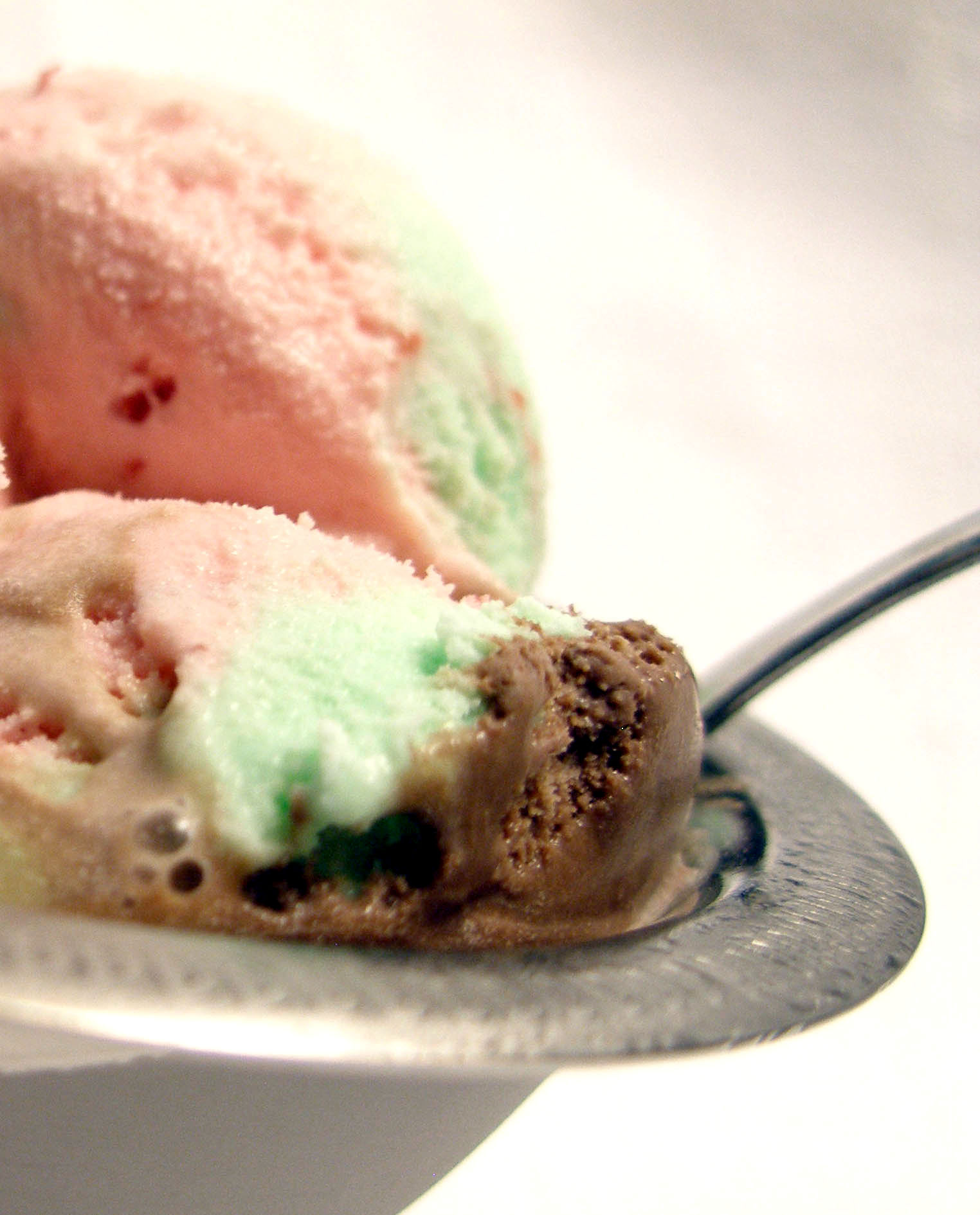
Spumoni bao gồm một lớp kem hồ trăn
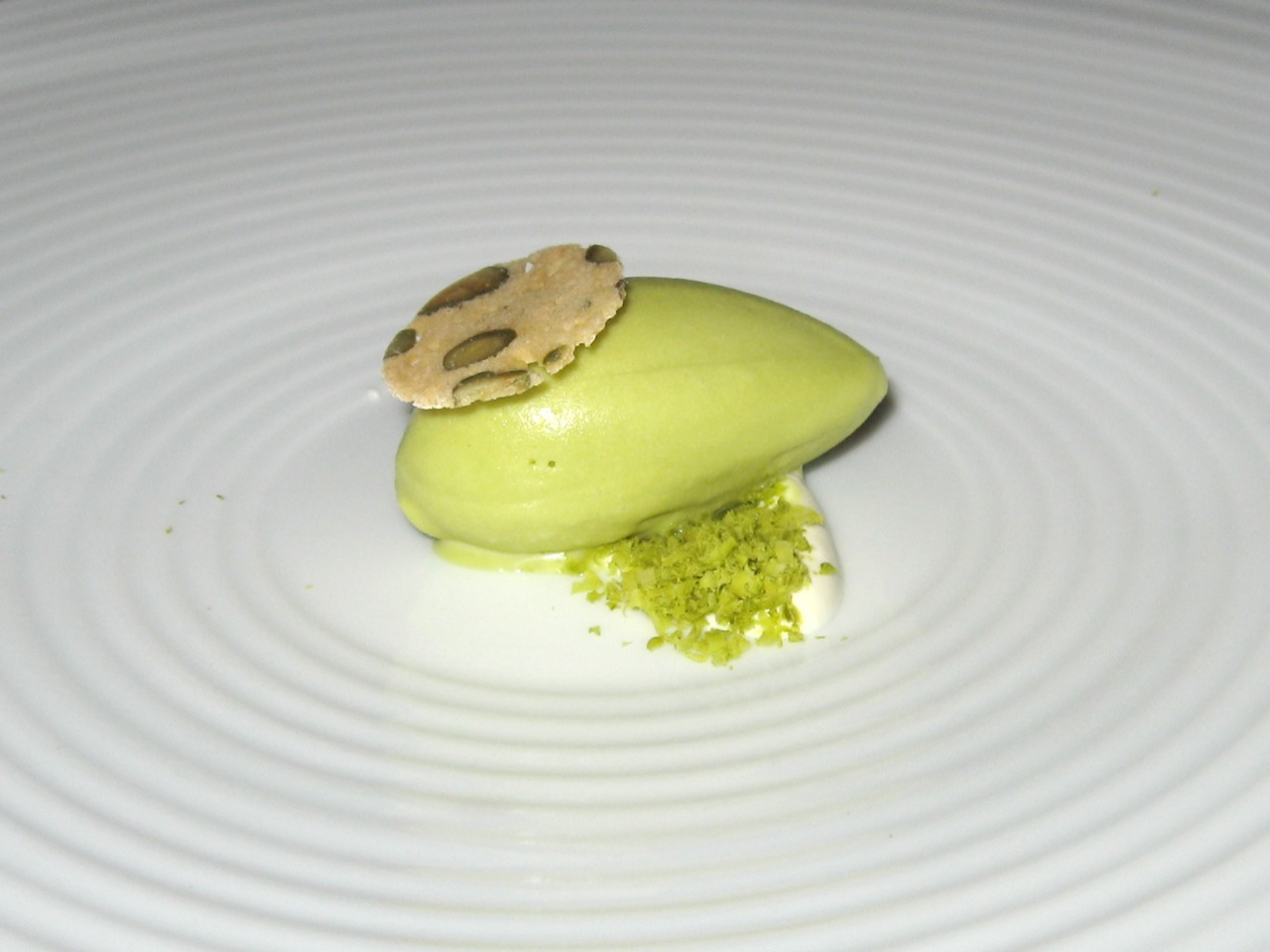
Kem hồ trăn trên mascarpone đánh bông với pistachio biscotti
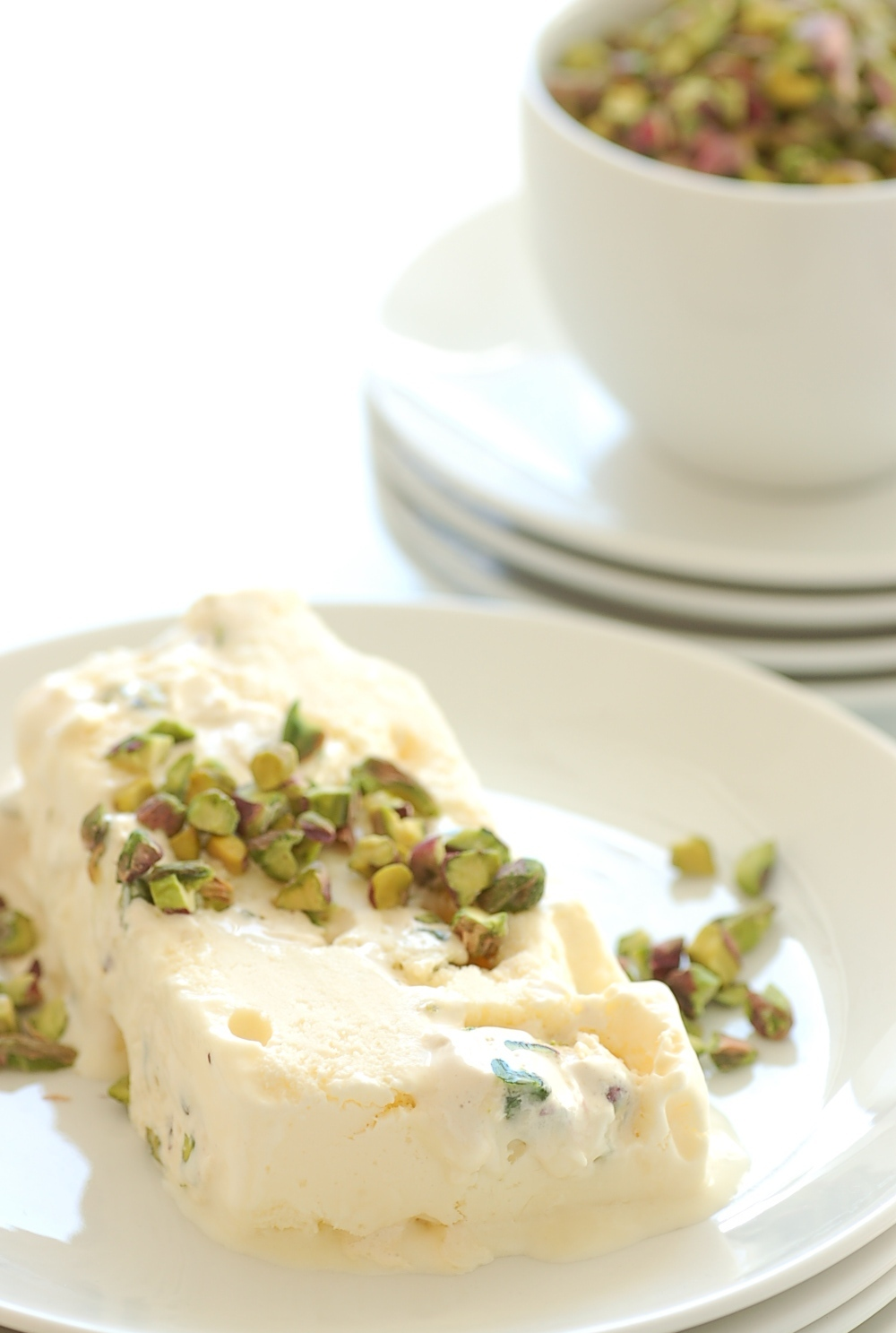
Kem Pistachio Kẹo nougat
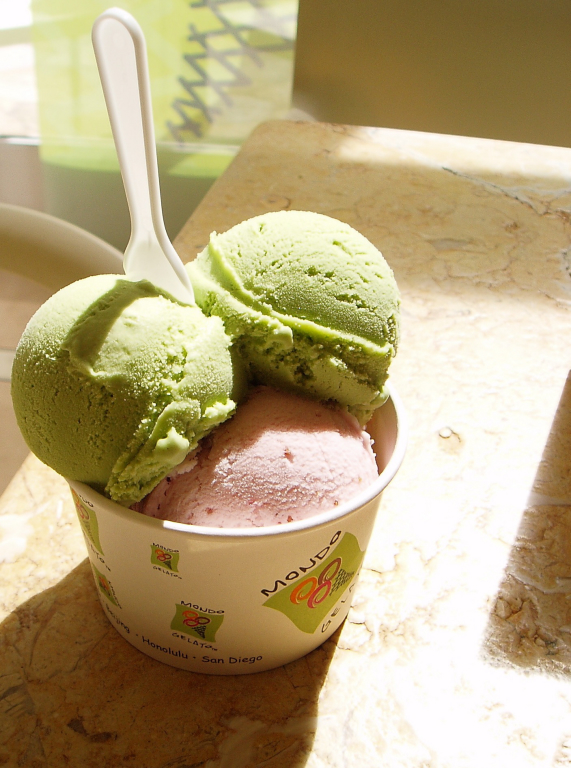
Pistachio và kem dâu
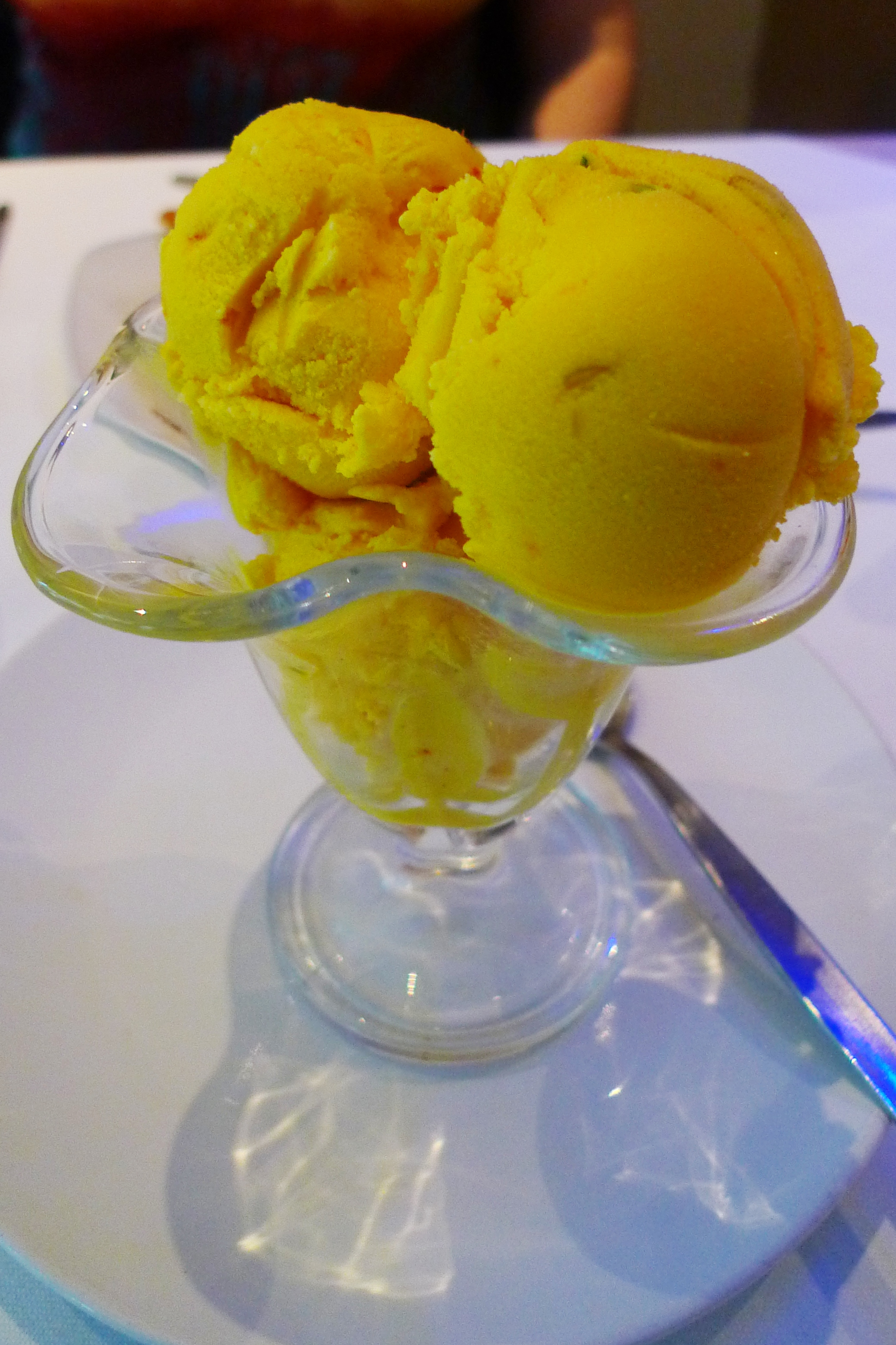
Bastani Sonnati Ba Tư với saffron và quả hồ trăn từ Gilak trên đường Holloway ở Archway, Luân Đôn